# Julio Landauri
Julio César Landauri Ventura (n. 17 martie 1986 la Callao) este un fotbalist peruvian sub contract ultima dată cu FC Brașov. Landauri evoluează pe postul de mijlocaș ofensiv. A debutat în Liga I la 20 februarie 2010, într-un meci împotriva Unirii Alba Iulia.

## Titluri
| Sezon                           | Club          | Titlu                   |
| ------------------------------- | ------------- | ----------------------- |
| Torneo Apertura 2008            | Universitario | Prima Divizie Peruviană |
| Campeonato Descentralizado 2009 | Universitario | Prima Divizie Peruviană |